# María Luisa Alonso
María Luisa Alonso García (Caracas, Venezuela, 21 de enero de 1975) es una política hispanovenezolana. Actualmente es secretaria de Organización de Ciudadanos en La Rioja y fue diputada en el Congreso de los Diputados por La Rioja.

## Carrera
Alonso es licenciada en comunicación social graduada en la Universidad Católica Andrés Bello de Caracas y se ha especializado en comunicación y gestión política por la Universidad Complutense de Madrid. Profesionalmente se ha desempeñado en áreas de comunicación y de marketing.
Luisa Alonso actualmente es secretaria de Organización de Ciudadanos en La Rioja y fue diputada en el Congreso de los Diputados, tras encabezar la lista de Ciudadanos en La Rioja para las elecciones generales de abril de 2019, decisión ratificada por el comité ejecutivo de Ciudadanos. Entre 2015 y 2019 fue concejala en el Ayuntamiento de Logroño dentro del Grupo Municipal de Ciudadanos.